# رئيس وزراء إسرائيل
رئيس وزراء إسرائيل (بالعبرية: רֹאשׁ הַמֶּמְשָׁלָה‏) هو رئيس الحكومة والرئيس التنفيذي لإسرائيل وهو يختلفُ عن رئيس إسرائيل الذي يُعتبر رأس الدولة ومع ذلك فهو يتمتعُ بسلطات شرفية إلى حد كبير على عكسِ رئيس الوزراء الذي هو صاحب السلطة التنفيذية. يقعُ المقر الرسمي لرئيس الوزراء في القدس، فيما يشغلُ المنصب في الوقتِ الحالي بنيامين نتنياهو من حزب الليكود منذ 29 ديسمبر 2022، وهو رئيس الوزراء الخامس عشر في تاريخ إسرائيل خلفًا ليائير لابيد.
يُرشّح الرئيس بعد الانتخابات أحد أعضاء الكنيست لمنصب رئيس الوزراء وذلك بعد سؤال قادة الأحزاب السياسية عمَّن يدعمون لشغلِ هذا المنصب. لدى المُرشَّح 42 يومًا لتشكيل ائتلافٍ متوافقٍ عليه قبل أن يُقدّم برنامجه الحكومي ومن ثمّ يجبُ أن يحصل على تصويتٍ بالثقة من الكنيست ليُصبح رئيسًا للوزراء. عادةً ما يكون رئيس الوزراء زعيم أكبر حزبٍ في الائتلاف الحاكم. انتُخبَ بين عامي 1996 و2001 رئيس الوزراء بشكل منفصل عن الكنيست. على عكسِ معظم رؤساء الوزراء في الجمهوريات البرلمانية، فإنَّ رئيس الوزراء في إسرائيل هو الرئيس بحكم القانون وبحكم الأمر الواقع، وذلك لأن القوانين الأساسية لإسرائيل تخول صراحةً السلطة التنفيذية للحكومة التي يتزعمها رئيس الوزراء.

## التاريخ
ظهر منصب رئيس الوزراء في الرابع عشر من أيّار/مايو 1948 تاريخ «إعلان قيام دولة إسرائيل» عندما شُكّلت الحكومة المؤقتة. أصبحَ دافيد بن غوريون زعيم حزب ماباي ورئيس الوكالة اليهودية أول رئيس وزراءٍ لإسرائيل. أصبح منصب رئيس الوزراء منصبًا رسميًا ودائمًا في الثامن من آذار/مارس 1949 عندما تشكَّلت الحكومة الأولى. احتفظ بن غوريون بمنصبه في رئاسة الوزراء حتى أواخر عام 1953 عندما استقال ليستقر في مستوطنة كيبوتس. حلَّ محله موشيه شاريت، لكنّ بن غوريون عادَ في أقل من عامين لاستعادة منصبه. استقال للمرة الثانية عام 1963 بعدما انفصل عن ماباي مشكّلًا حزبًا جديدًا تحت اسمِ حزب رافي. تولَّى ليفي أشكول رئاسة ماباي وبالتالي رئاسة الوزراء أيضًا، ثمّ سُرعان ما أصبح أول رئيس وزراء يقود البلاد تحت راية حزبين هما ماباي و معراخ. أصبحَ ليفي أشكول عام 1968 زعيم الحزب الوحيد الذي يحظى بأغلبية مطلقة في الكنيست وذلك بعد اندماج مابام ورافي في تحالفٍ واحد وهو ما منحه التحالف الجديد 63 مقعدًا في الكنيست المُكوّن من 120 مقعدًا.
تُوفيَّ أشكول في السادس والعشرين من شباط/فبراير 1969 ليكون بذلك أول رئيس وزراء إسرائيلي يموتُ أثناء شغله هذا المنصب. حلَّ محلَّ ليفي أشكول السياسي إيغال آلون بشكلٍ مؤقّت حيث بقي في هذا المنصب لأقل من شهرٍ واحدٍ قبل أن يُغادره حينما أقنع الحزب الحاكم جولدا مائير بالعودة إلى الحياة السياسية وتولي منصب رئيس الوزراء في آذار/مارس 1969. كانت مائير حينها أول امرأةٍ تتولى رئاسة الوزراء في إسرائيل والثالثة في العالم (بعد سيريمافو باندرانايكا وأنديرا غاندي).
استقالت مائير عام 1974 بعد أن نشرت لجنة أجرانات نتائجها بشأن حرب أكتوبر (تُعرف في إسرائيل بحرب يوم الغفران)، ثمّ تولى إسحاق رابين المنصب لكنه استقالَ أيضًا قُبيل الانتخابات التشريعية الإسرائيلية لعام 1973 بعد سلسلةٍ من الفضائح التي أدَّت لانتحار وزير الإسكان إبراهيم عوفر بعد أن بدأت الشرطة في التحقيق في مزاعم استخدامه أموال الحزب بشكل غير قانوني وكذا القضية المتعلقة بآشر يادلين (المحافظ المُعيَّن لبنك إسرائيل) الذي حُكم عليه بالسجن لمدة خمس سنوات بتهمة قبول الرشاوى، كما تبيَّن أن زوجة رابين السيّدة ليا رابين كان لديها حساب مصرفي خارجي وهو ما كان غير قانونيٍّ في إسرائيل في ذلك الوقت.
أصبح مناحم بيجن أول رئيس وزراء يميني عندما فاز حزب الليكود في انتخابات عام 1977 واحتفظ بالمنصب في انتخابات عام 1981، ثمّ استقال عام 1983 لأسباب صحية ناقلًا مقاليد السلطة إلى إسحاق شامير. بعد الفشلِ في حسم انتخابات عام 1984 مع عدم قدرة التحالف ولا الليكود على تشكيل حكومة، شُكّلت حكومة وحدة وطنية برئاسة وزراء متناوبة حيثُ شغلَ شمعون بيريز المنصب لعامين ثم حلَّ محله شامير لعامين أخيرين في فترة الولاية.
أفرزت انتخابات 1988 حكومة وحدة وطنية أخرى إلا أن شامير كان قادرًا هذه المرة على تولي المنضب بمفرده رغمَ قيام بيريز بمحاولة فاشلة لتشكيل حكومة يسارية عام 1990 فترك في نهاية المطاف السلطة لشامير الذي استمرَّ في منصيه حتى عام 1992. أصبح رابين رئيسا للوزراء للمرة الثانية عندما قاد حزب العمل للفوز في انتخابات 1992، ثمّ تولى شمعون بيريز رئاسة الوزراء بعد اغتيال رابين في الرابع من تشرين الثاني/نوفمبر 1995.
خلال دورة الكنيست الثالثة عشرة (1992–1996) تقرر إجراء اقتراع منفصل لرئيس الوزراء على غرار الانتخابات الرئاسية الأمريكية. وُضع هذا النظام جزئيًا لأن النظام الانتخابي الإسرائيلي يجعل من المستحيل على حزب واحد الفوز بالأغلبية. أُجريت أول انتخاباتٍ من هذا النوع في إسرائيل عام 1996 وهي الانتخابات التي جاءت بفوزٍ مفاجئٍ لبنيامين نتنياهو بعد أن توقعت استطلاعات الرأي أن بيريز من سيفوز. أفرزت نتائج انتخابات الكنيست التي أُجريت في نفس الوقت فوز حزب العمل بأصوات أكثر من أي حزبٍ آخر (27%)، وهكذا كان نتنياهو – على الرغم من موقعه النظري في السلطة – بحاجةٍ إلى دعم الأحزاب الدينية لتشكيل حكومة متفقٍ عليها.
فشل نتنياهو في النهاية في الحفاظ على تماسك الحكومة فأُجريت انتخاباتٌ مبكرةٌ على منصبِ رئيس الوزراء والكنيست عام 1999. انسحب ثلاثة مرشّحين من أصلِ خمسة لمنصب رئيس الوزراء وهم بيني بيغن من الحركة الوطنية وعزمي بشارة من التجمع الوطني الديمقراطي وإسحاق مردخاي من حزب الوسط فيما نافسَ إيهود باراك نتنياهو على المنصب فتغلّب عليه. فشل النظام الانتخابي الجديد مرة أخرى، فعلى الرغم من أن تحالف باراك المُسمَّى إسرائيل الواحدة (تحالف أحزاب العمل جيشر وميماد) فاز بأصوات أكثر من أي حزب آخر في انتخابات الكنيست إلا أنه حصل على 26 مقعدًا فقط وهو أقل عدد على الإطلاق لحزب أو تحالف فائز. احتاج باراك لتشكيل ائتلاف مع ستة أحزاب أصغر لتشكيل الحكومة.
استقالَ باراك في أوائل عام 2001 بعد اندلاع الانتفاضة الفلسطينية الثانية (وتُعرف أيضًا باسمِ انتفاضة الأقصى)، لكنّ الحكومة بقيت قائمة فكان من الضروري إجراء انتخابات رئاسة الوزراء فقط وهي الانتخابات التي فاز بها أرييل شارون من الليكود بسهولة على باراك حيث حصل على 62.4% من الأصوات، وبما أنَّ حزب الليكود كان لديه 21 مقعدًا فقط في الكنيست فقد اضطرَّ شارون لتشكيل حكومة وحدة وطنية ثمّ تقرر فيما بعدُ إلغاء النظام الانتخابي الجديد والعودة للنظامِ السابق.
أُجريت انتخابات عام 2003 بنفس الطريقة التي أُجريت بها الانتخابات قبل عام 1996. حصلَ في هذه الانتخابات حزبُ الليكود على 38 مقعدًا وهي أعلى نسبة يحصلُ عليها حزبٌ سياسي في الانتخابات التشريعيّة الإسرائيلية منذ أكثر من عقدٍ من الزمن. عُيّن شارون بصفته زعيم الحزب رئيسًا للوزراء، لكنه انفصل عن الحزبِ معَ نهاية فترة ولايته وذلك نتيجةً للانقسامات العميقة حول خطة فك الارتباط أحادية الجانب مشكّلًا حزبًا جديدًا تحتَ اسمِ كاديما.
تمكَّن شارون من الحفاظ على منصبه كرئيسٍ للوزراء وأصبح أيضًا أول رئيس وزراء لا يكون عضوا في حزب العمل أو الليكود، لكنه أُصيب بجلطة دماغية في كانون الثاني/يناير 2006 في خضم موسم الانتخابات فتولى إيهود أولمرت منصب رئيس الوزراء بالوكالة في الأسابيع التي سبقت الموعد الانتخابي. صوتت الحكومة لإيهود على أن يكون رئيسًا مؤقتًا للوزراء بعد انتخابات 2006 وبذلك أصبح ثالث رئيس وزراء مؤقت لإسرائيل قبل أن تُشكَّل حكومته الجديدة كرئيسِ وزراء رسمي هذه المرة لإسرائيل. استقالَ أولمرت عام 2008 وسط اتهاماتٍ له بالفساد وتحديات من أعضاء حزبه وفشلت خليفته تسيبي ليفني في تشكيلِ حكومة ائتلافية جديدة لتُنظَّم انتخاباتٌ تشريعية جديدة في العام التالي وفاز فيها حزبُ كاديما بأكبر عددٍ من المقاعد إلّا أن مهمة تشكيل الحكومة أُوكلت لزعيم حزب الليكود بنيامين نتنياهو الذي نجحَ في ذلك وهكذا بدأ ولايته الثانية كرئيس وزراءٍ لإسرائيل. برزَ تحالف الليكود يسرائيل بيتنا في انتخابات عام 2013 وهو ما مكَّن نتنياهو من رئاسة الوزراء للمرة الثالثة.

## نظام الخلافة
في حالة ما مات رئيس الوزراء أثناء شغله المنصب، يختارُ مجلس الوزراء رئيس وزراءٍ مؤقت لإدارة الحكومة حتى تعيين حكومة جديدة. لقد شغلَ إيغال آلون منصب رئيس الوزراء المؤقت بعد مقتل ليفي أشكول كما شغلَ شمعون بيريز نفس المنصب في أعقابِ اغتيال إسحاق رابين. أمَّا في حالة ما إذا أصبح رئيس الوزراء عاجزًا عن تأدية مهامه (كما في حالة أرييل شارون حينما أُصيب بسكتة دماغية في أوائل عام 2006) فتُنقل السلطة – حسب القانون الإسرائيلي – إلى رئيس الوزراء بالنيابة حتى يتعافى رئيس الوزراء الفعليّ في مدةٍ تصلُ إلى 100 يوم. إذا أُعلن أن رئيس الوزراء عاجز بشكل دائم أو انتهت المدة المحددة، يُشرف رئيس إسرائيل على عملية تشكيل ائتلاف حاكم جديد وفي غضون ذلك يُعيَّنُ رئيس الوزراء بالنيابة أو أي وزيرٍ آخر من قِبل مجلس الوزراء ليكون بمثابة رئيس الوزراء المؤقت. كان من المقرر في حالة شارون إجراء الانتخابات في غضون مائة يوم من بداية غيبوبته. عُيّن أولمرت رئيسًا مؤقتًا للوزراء في السادس عشر من نيسان/أبريل 2006 قبل أن يُصبح رئيس وزراءٍ رسميّ بعد الانتخابات مشكلًّا في الرابع من أيار/مايو 2006 حكومته الجديدة.

## انظر ايضا
- قائمة رؤساء وزراء إسرائيل